# آتشگاه جدید
آتشگاه جدید یک منطقهٔ مسکونی در ایران است که در دهستان شعبان واقع شده‌است. آتشگاه جدید ۱۸۵ نفر جمعیت دارد.